# Charles-Édouard de Beaumont
Pour les articles homonymes, voir Charles de Beaumont et Beaumont.
Charles-Édouard de Beaumont, plus connu sous le nom d’Édouard de Beaumont, né à Paris le 6 août 1819 où il est mort le 13 janvier 1888, est un peintre et lithographe français.

## Biographie
Édouard de Beaumont est né Jean François Édouard Baumont à Paris le 6 août 1819,, fils du sculpteur Jean Marie Bonaventure Baumont et de Jeanne Louise Françoise Fromentin. Son père le place comme élève chez le peintre Antoine-Félix Boisselier où il apprend le dessin et l'aquarelle. Il s'essaye à la sculpture en réalisant quelques statuettes.
Beaumont débute comme paysagiste au Salon de 1838. Il est présent aux Salons de 1839 et 1840, puis il part visiter l'Italie jusqu'en 1847. À son retour il se consacre à la peinture de genre. Il expose à nouveau aux Salons entre 1853 et 1868.
Il doit sa notoriété à ses talents d'illustrateur, d'aquarelliste et de lithographe. Charles-Édouard de Beaumont réalise toutes les illustrations de la Revue pittoresque, du Diable amoureux, des Nains célèbres et de l'édition de 1845 de Notre-Dame de Paris de Victor Hugo. On[Qui ?] lui a reproché de s'inspirer trop souvent de Paul Gavarni.
En 1879, il cofonde la Société d'aquarellistes français avec Jean-Georges Vibert, et en devient le président. 
Édouard de Beaumont lègue sa collection d'armes au musée de Cluny à Paris.
Charles-Édouard de Beaumont meurt le 13 janvier 1888.

## Salons
- 1838 : Vue prise à Cernay ; Vue prise aux environs de Senlis.
- 1840 : Vue prise aux environs de Cernay ; Vue prise de la vallée de Chevreuse.
- 1853 : Bohémiens.
- 1855 : Les Écueils de la vie ; Un peu de beau temps.
- 1864 : Les Femmes chassant la Vérité.
- 1866 : Andromède.
- 1867 : Circé.
- 1868 : La Part du capitaine (musée des Beaux-Arts de Nancy) ; Léda.

Œuvres de Charles-Édouard de Beaumont
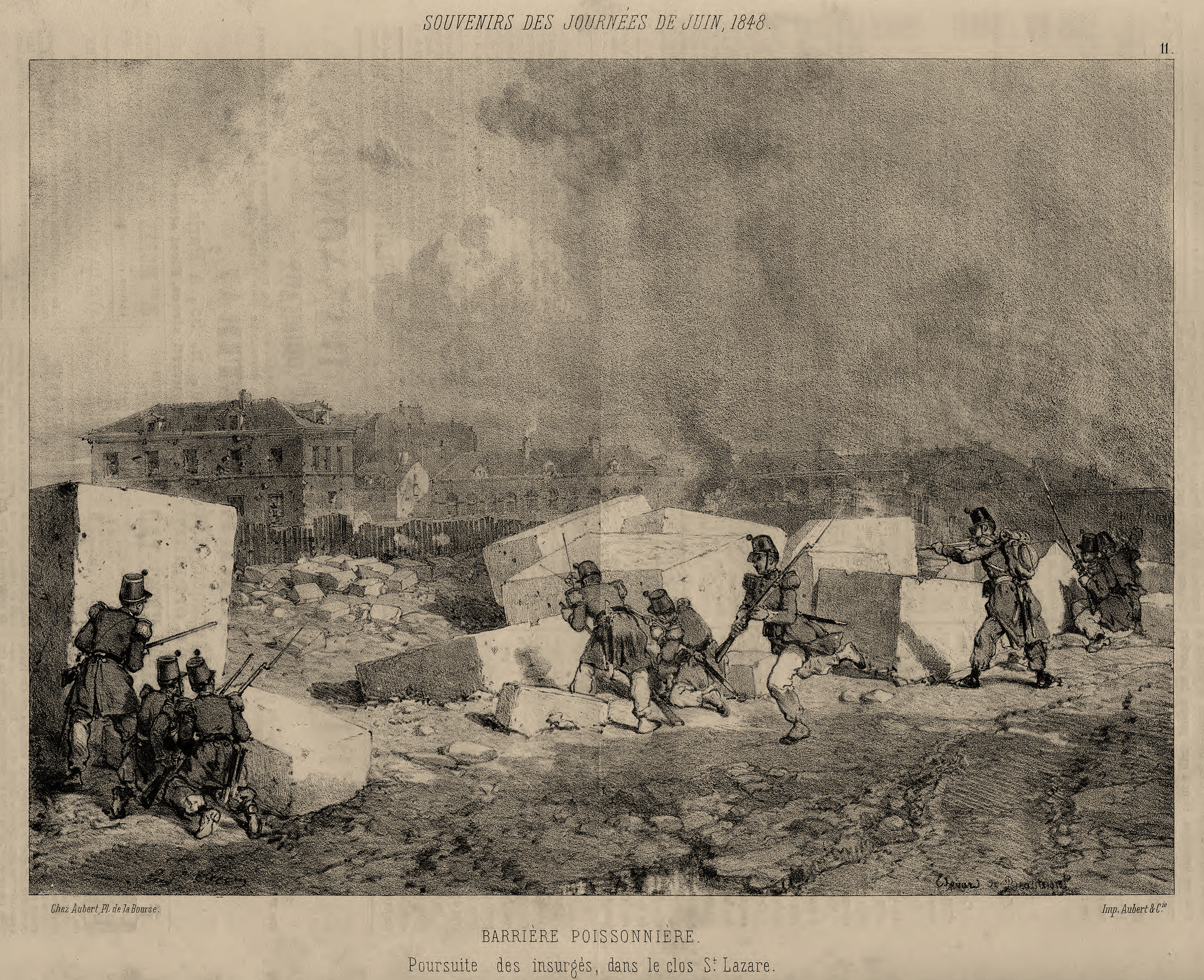
Barrière Poissonnière. Poursuite des insurgés, dans le clos Saint-Lazare (1848), lithographie.
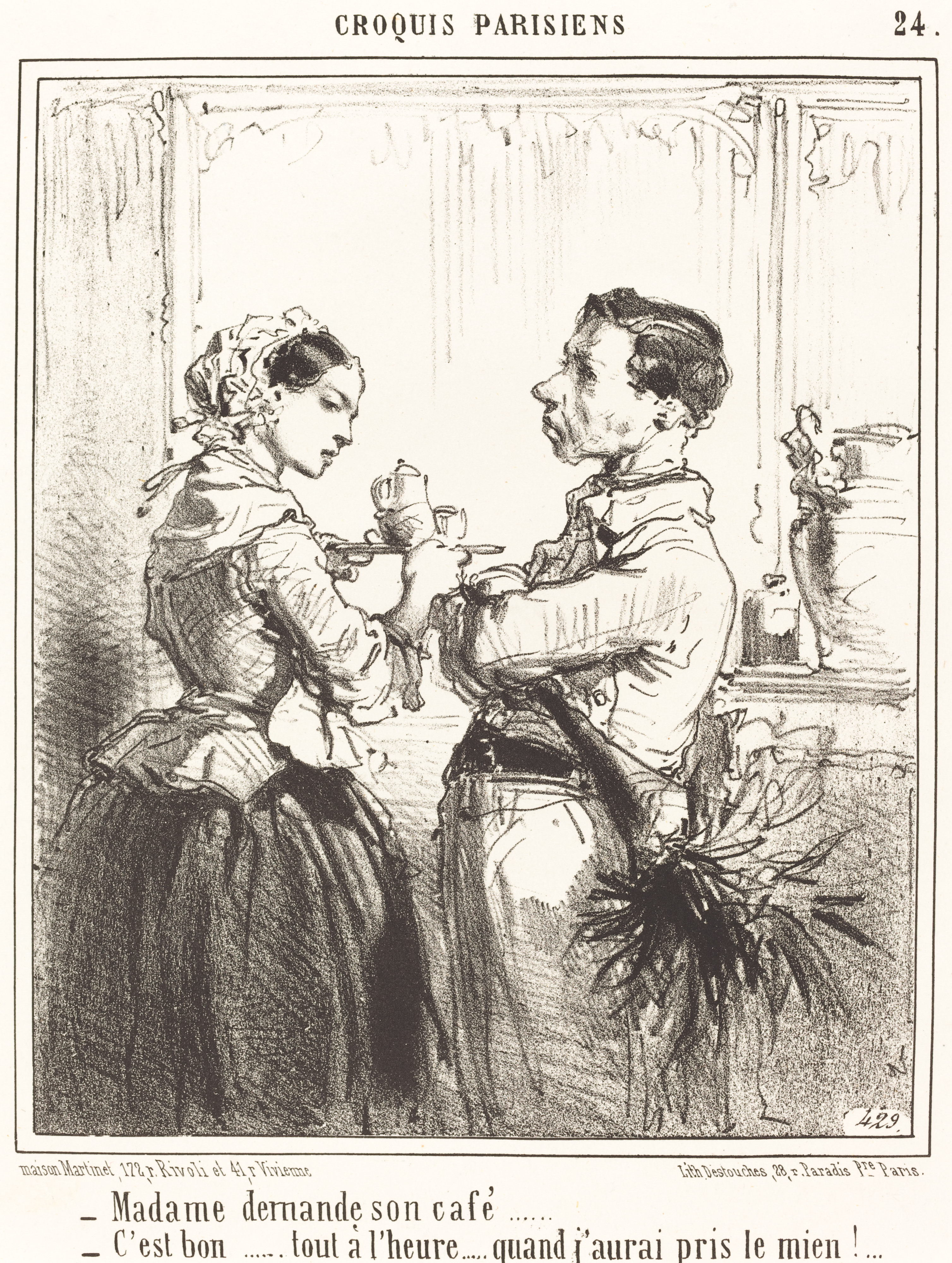
Madame demande son café, lithographie, Washington, National Gallery of Art.
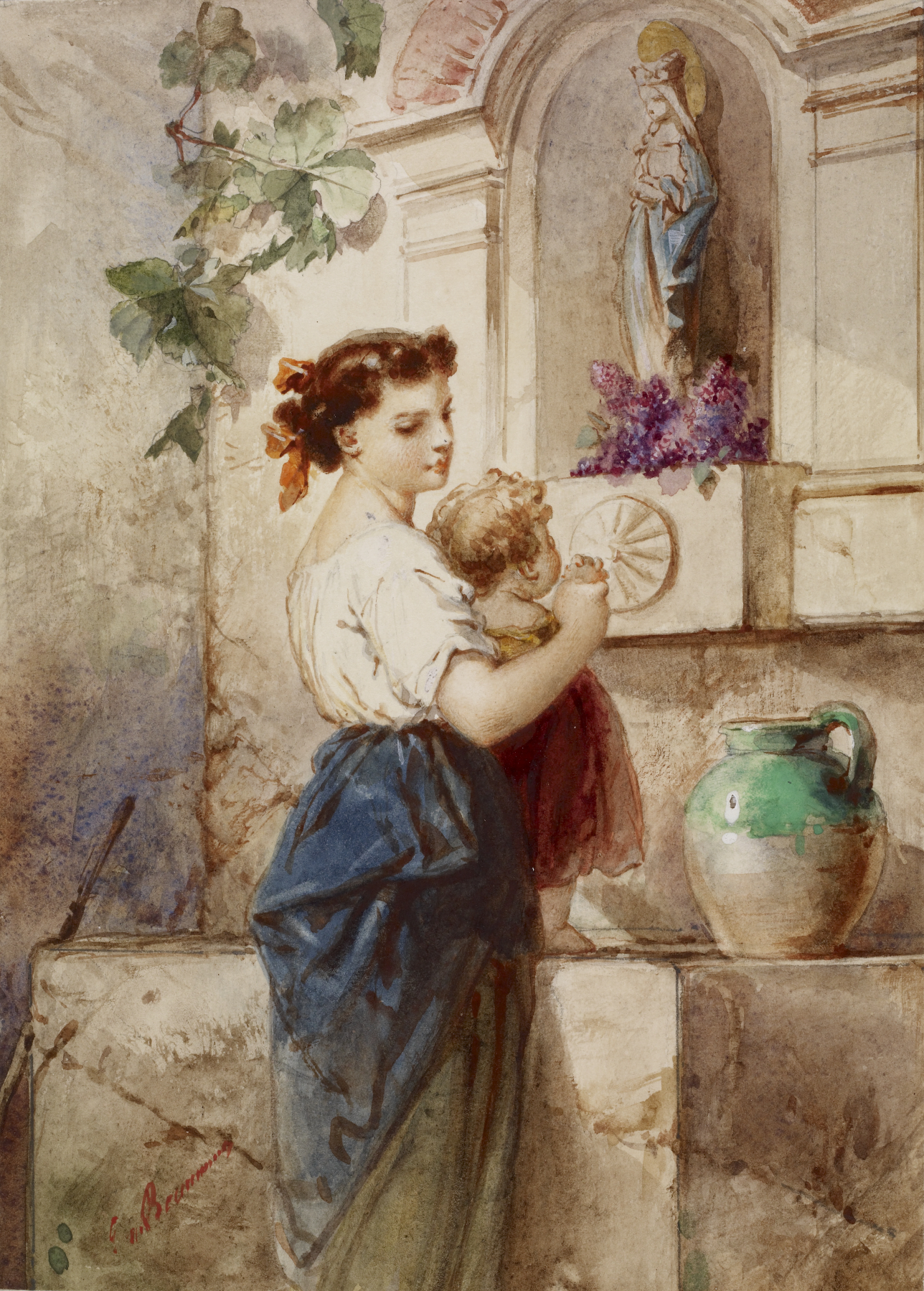
Jeune femme et enfant devant un mur, aquarelle, Baltimore, Walters Art Museum.
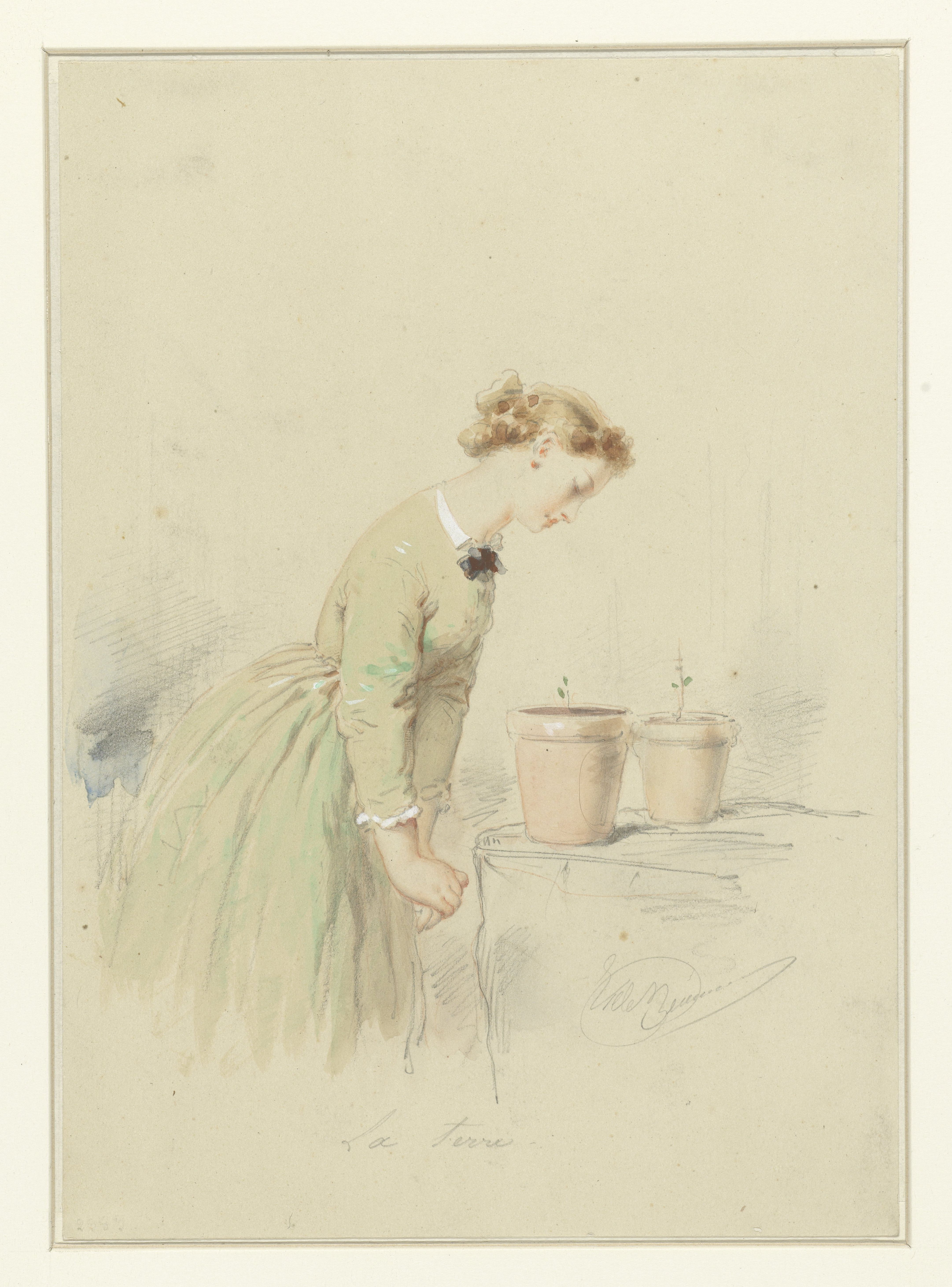
La Terre, aquarelle, Amsterdam, Rijksmuseum.
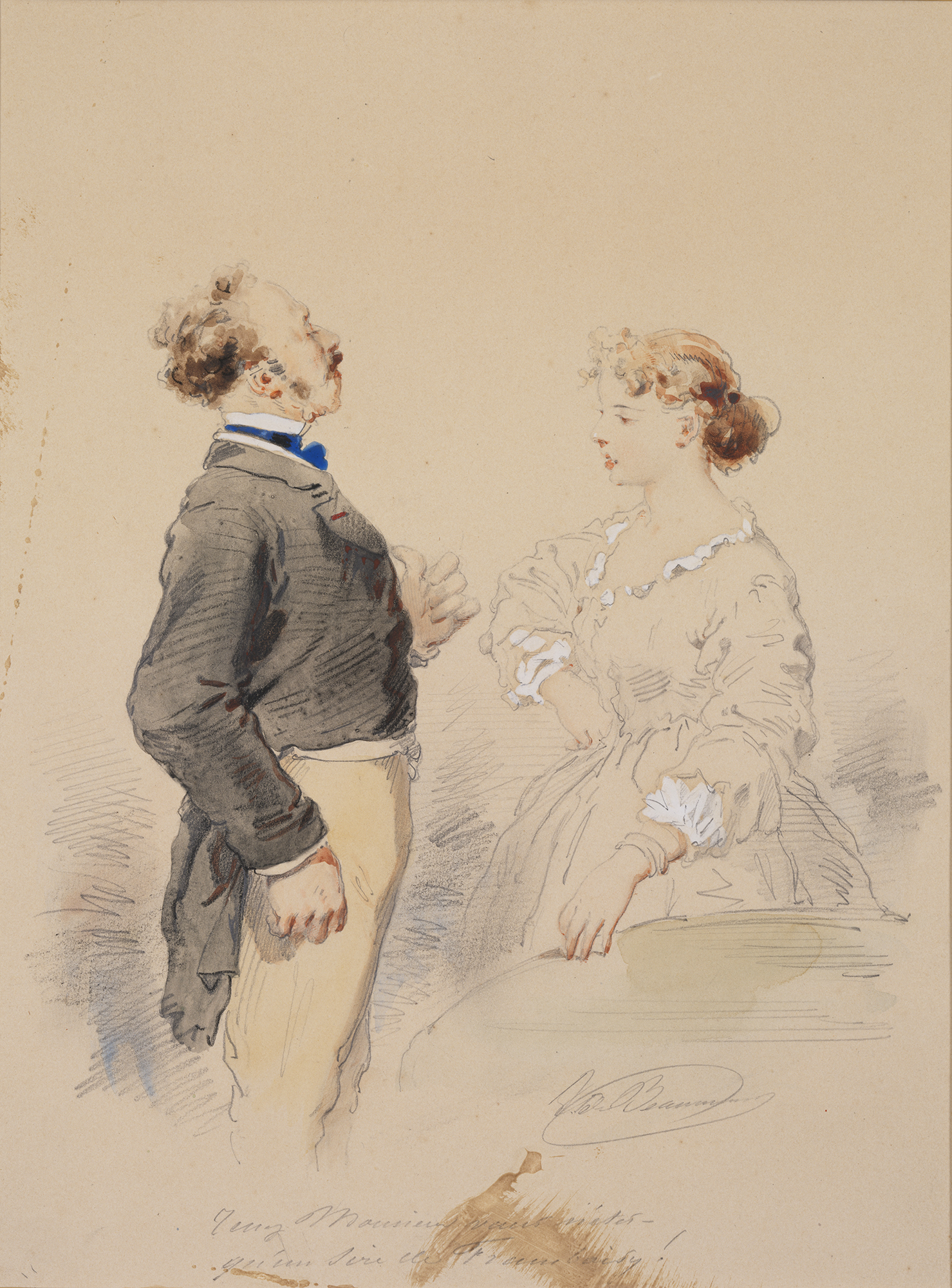
Tenez Monsieur, aquarelle, Boston, musée Isabella Stewart Gardner.
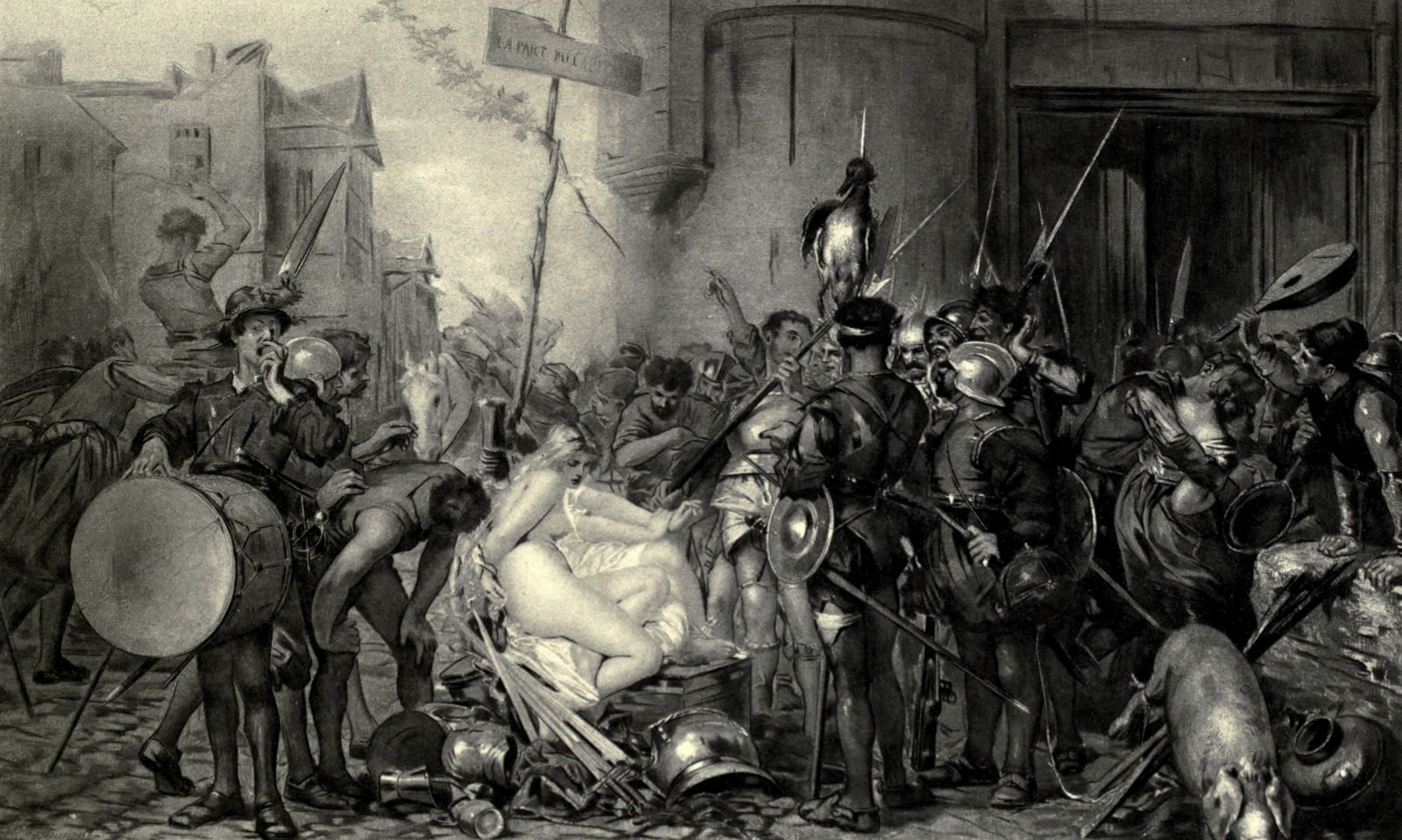
La Part du capitaine (1868), huile sur toile, musée des Beaux-Arts de Nancy.